# Van den Dungen

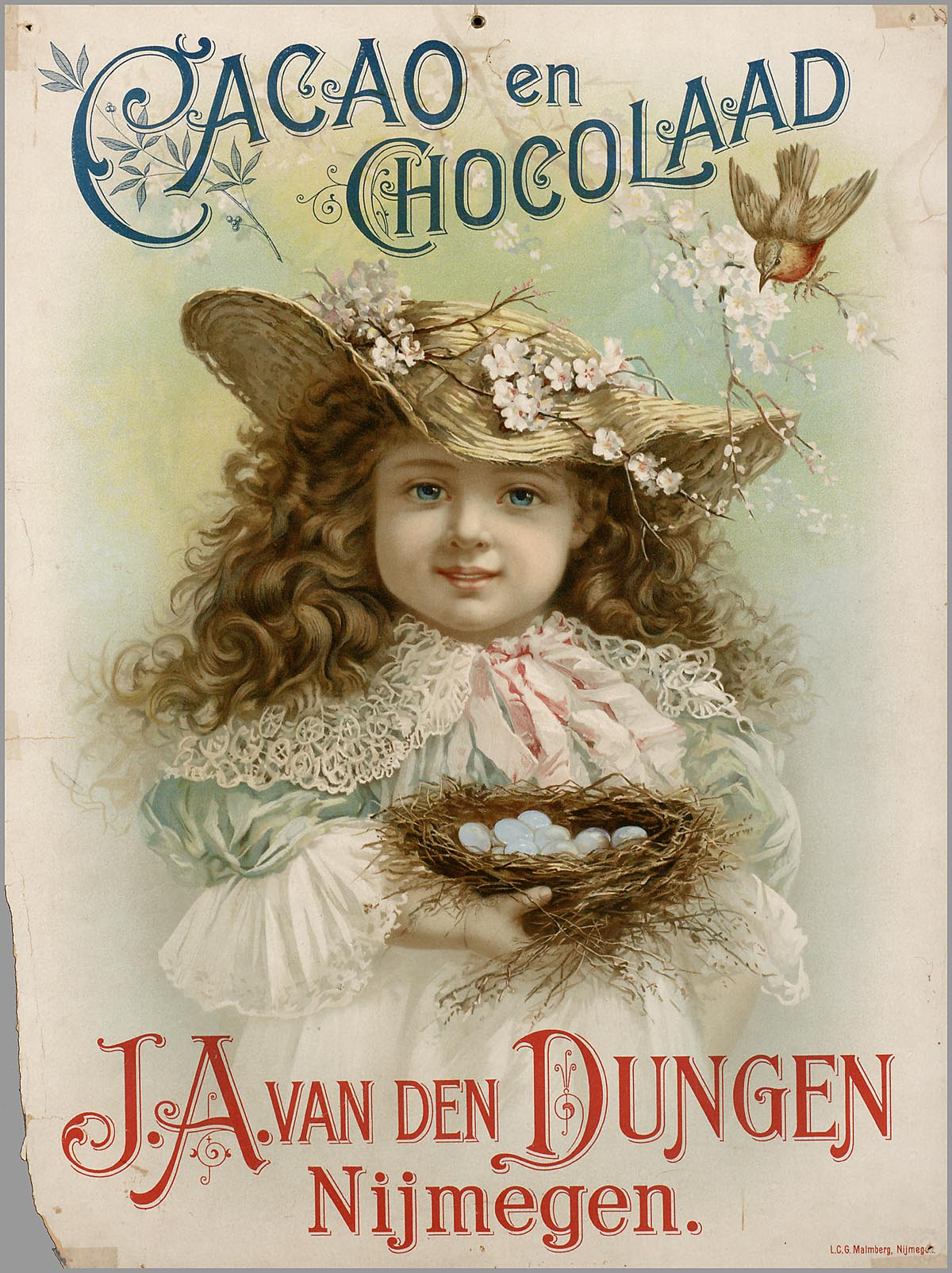
Affiche uit 1910

N.V. Cacao- en Chocoladefabriek J.A. van den Dungen, vanaf 1930 Van Dungen,  was een chocoladefabriek aan de Groenestraat 121 in Nijmegen.
Het bedrijf werd in 1813 opgericht in de Broerstraat door een koekenbakker uit Den Bosch en verhuisde later naar de Lange Hezelstraat 41. Rond 1922 bouwde Paul van den Dungen het koekbakkersbedrijf van zijn vader uit tot een chocoladefabriek. Dit gebeurde in een fabriek aan de Groenestraat onder leiding van directeur Piet Stuyt. De fabriek stond aan de Groenestraat ter hoogte van de Guido Gezellestraat.  Rond 1930 werd de naam van de chocoladefabriek gewijzigd in Van Dungen, nadat de banketbakkerij al in de jaren ’20 deze naam had aangenomen. Het bedrijf had in de jaren dertig ongeveer 200 werknemers. Nadat de fabricage in 1943 op last van de Duitsers volledig werd gestaakt richtte het bedrijf zich na de oorlog op de export naar Amerika.
Na de dood van Stuyt in 1972 werd het bedrijf verkocht aan Kwatta en ging de volledige productie naar Breda. In 1977 kocht de gemeente het terrein voor de bouw van 76 woningen en werd de fabriek gesloopt.

## Specialiteiten
Van de vele soorten chocoladeproducten werden enkele zeer bekend. 
Tot deze bekende producten behoorden de Jamaicaanse rumbonen. Op de verpakking van de rumbonen stond een Jamaicaan, lopend naast zijn volgepakte ezel.  De rumbonen werden nadien gemaakt bij de firma Donkers B.V. in Dieren.
Een ander bekend product waren de Mekka-repen die veel op stations werden verkocht. In deze 50-gram zware tabletten van melkchocolade waren hazelnoten en rozijnen verwerkt. De repen waren verpakt in een blauwe wikkel met gouden letters.
Men kon de wikkels sparen en bij inlevering van 6 wikkels kreeg men 1 gratis reep Mekka.